# پیر فن هویدونک
پیر فن هویدونک (هلندی: Pierre van Hooijdonk؛ زادهٔ ۲۹ نوامبر ۱۹۶۹) یک بازیکن فوتبال اهل هلند است.

## تیم ملی
وی همچنین در تیم ملی فوتبال هلند بازی کرده‌است.